# Lexington (Texas)
Lexington è un centro abitato degli Stati Uniti d'America situato nella contea di Lee dello Stato del Texas.
La popolazione era di 1.177 persone al censimento del 2010.

## Geografia fisica
Lexington è situata a 30°24′50″N 97°00′31″W (30.413974, -97.008480).
Secondo lo United States Census Bureau, ha un'area totale di 1,2 miglia quadrate (3,1 km²).

## Società

### Evoluzione demografica
Secondo il censimento del 2000, c'erano 1.178 persone, 460 nuclei familiari e 311 famiglie residenti nella città. La densità di popolazione era di 992,4 persone per miglio quadrato (382,2/km²). C'erano 540 unità abitative a una densità media di 454,9 per miglio quadrato (175,2/km²). La composizione etnica della città era formata dal 79,88% di bianchi, il 10,87% di afroamericani, l'1,10% di nativi americani, lo 0,08% di asiatici, lo 0,17% di isolani del Pacifico, il 7,05% di altre razze, e lo 0,85% di due o più etnie. Ispanici o latinos di qualunque razza erano il 9,42% della popolazione.
C'erano 460 nuclei familiari di cui il 38,7% aveva figli di età inferiore ai 18 anni, il 50,9% aveva coppie sposate conviventi, il 12,0% aveva un capofamiglia femmina senza marito, e il 32,2% erano non-famiglie. Il 30,2% di tutti i nuclei familiari erano individuali e il 14,8% aveva componenti con un'età di 65 anni o più che vivevano da soli. Il numero di componenti medio di un nucleo familiare era di 2,56 e quello di una famiglia era di 3,16.
La popolazione era composta dal 32,6% di persone sotto i 18 anni, il 7,4% di persone dai 18 ai 24 anni, il 27,8% di persone dai 25 ai 44 anni, il 18,4% di persone dai 45 ai 64 anni, e il 13,8% di persone di 65 anni o più. L'età media era di 33 anni. Per ogni 100 femmine c'erano 92,2 maschi. Per ogni 100 femmine dai 18 anni in giù, c'erano 84,7 maschi.
Il reddito medio di un nucleo familiare era di 31.023 dollari e quello di una famiglia era di 37.917 dollari. I maschi avevano un reddito medio di 32.083 dollari contro i 19.886 dollari delle femmine. Il reddito pro capite era di 16.765 dollari. Circa l'11,1% delle famiglie e il 15,2% della popolazione erano sotto la soglia di povertà, incluso il 14,0% di persone sotto i 18 anni e l'11,3% di persone di 65 anni o più.